# Forças Armadas de Libertação Nacional (Brasil)
As Forças Armadas de Libertação Nacional (FALN) foram uma organização de atuação muito breve, sua vida orgânica foi de 1967 até 1969. Em Ribeirão Preto e na região foi articulado um movimento denominado primeiramente de Frente de Libertação Nacional e mais tarde definido o posicionamento pela Forças Armadas de Libertação Nacional.
A FALN foi uma dissidência do Comitê Municipal do Partido Comunista Brasileiro (PCB) daquela cidade, processo esse que se iniciou em 1966, onde um grupo de estudantes acabaria optando também pela luta armada, mas não iria aderir aos grupos já existentes. A organização se espalhou por 40 municípios da região, contando em seus quadros com: estudantes, intelectuais, operários e camponeses, além de religiosos. Ela foi desarticulada em meados de outubro de 1969 a partir da prisão de companheiros em um acampamento próximo a cidade de Sertãozinho. A maior parte cumpriu pena que variavam de dois anos e meio a cinco anos. Vanderley Caixe cumpriu os cinco anos por ser identificado como o coordenador do grupo. Mario Bugliani (o capitão), camponês, cumpriu quatro anos e Aurea Moretti três anos.
Seu órgão informativo, o jornal "O Berro", não foi propriamente criado pela organização. Ele foi apropriado por ela em determinado momento, pois o informativo já existia antes mesmo da opção armada do grupo que daria origem às FALN.  O conteúdo do "O Berro", quando já apropriado inteiramente pela organização, não era direcionado para um segmento social específico. Apesar da grande circulação por entre os trabalhadores do campo, a intenção era disseminá-lo em todos os segmentos sociais possíveis, o campo foi um dentre outros. Em 1968, sacudidos pela erupção do movimento estudantil em escala mundial, a FALN identificou-se com o Debraismo (idéias divulgadas por Régis Debray), ou seja, a teoria do foco guerrilheiro. Em virtude do deslocamento de seus quadros para a zona canavieira, "O Berro" deixou de trazer seu conteúdo voltado para os estudantes e inclinou-se para os trabalhadores rurais. Após o AI-5 a FALN acelerou o processo de preparação para a guerrilha, já que a organização já vinha fazendo treinamentos táticos no campo. Após um assalto da FALN a uma pedreira para expropriação de dinamite, um militante foi localizado na mata quando estava - não se sabe com exatidão se praticando tiros ou não - em campanha numa operação de seqüestro. 
O torturador Sérgio Paranhos Fleury seguiu com seu grupo para aquela região e lá foram detidas mais de 500 pessoas, entre elas alguns religiosos, como freiras e sacerdotes. Entre os presos um caso merece destaque: foi a prisão da Madre Maurina Borges, que foi barbaramente torturada; ela inclusive só seria libertada em 1970, em troca do resgate do cônsul do Japão, Nobuo Okuchiem, em São Paulo. Esse seqüestro foi articulado pela VPR (Vanguarda Popular Revolucionária) e pela REDE (Resistência Democrática), tendo ainda uma inclinação em torno da possibilidade do MRT (Movimento Revolucionário Tiradentes) também ter participado dessa operação.
Por ali já era dada por encerrada a tentativa dos estudantes, como também de vários trabalhadores rurais de Ribeirão Preto, de participar ativamente da luta armada.